# Диадемен гвенон
Диадемен още Син гвенон (Cercopithecus mitis) е вид бозайник от семейство Коткоподобни маймуни (Cercopithecidae). Видът е разпространен в Централна и Източна Африка и е незастрашен от изчезване.

## Разпространение и местообитание
Разпространен е в Ангола, Бурунди, Етиопия, Замбия, Зимбабве, Кения, Конго, Малави, Мозамбик, Руанда, Свазиленд, Сомалия, Танзания, Уганда, Южен Судан и Южна Африка.